# Komatsu Hybrid
La Komatsu PC200-8 Hybrid es una excavadora hidráulica fabricada por Komatsu Limited. Se trata de la primera máquina de construcción híbrida (electrohidráulica) del mundo. En el momento de su lanzamiento se descubrió que consumía un 25% menos de combustible que las excavadoras no híbridas comparables y hasta un 40% menos de combustible al realizar determinadas funciones. Salió a la venta el 1 de junio de 2008. Está disponible en Japón, China y Norteamérica.

## Sistema híbrido
El Komatsu PC200-8 Hybrid utiliza el sistema híbrido de Komatsu. El sistema utiliza un banco de ultracondensadores para almacenar la energía generada por el movimiento de giro de la estructura superior de la excavadora. Un motor/generador eléctrico de giro produce energía eléctrica (como generador) al frenar la estructura superior, y almacena la corriente en el banco de ultracondensadores. A continuación, la excavadora utiliza la electricidad descargada del banco de ultracondensadores para alimentar un motor que asiste al motor y alimenta al motor/generador para la aceleración del giro. En el momento de su lanzamiento, se comprobó que el consumo de combustible registrado se reducía hasta en un 41% en comparación con máquinas comparables no híbridas. La revista Construction Equipment comparó la excavadora híbrida HB215LC-1 con un modelo convencional.

## Note[7]
1. ↑  «Komatsu press release». Archivado desde el original el 23 de diciembre de 2008. Consultado el 21 de diciembre de 2022.
2. ↑  «Komatsu Australia news article on launch». Archivado desde el original el 21 de noviembre de 2008. Consultado el 11 de enero de 2009.
3. ↑  «Excerpt from Komatsu's 'Fact Book 2010' report». Archivado desde el original el 2 de diciembre de 2010. Consultado el 21 de diciembre de 2022.
4. ↑  «Komatsu America press release». Archivado desde el original el 24 de agosto de 2010. Consultado el 21 de diciembre de 2022.
5. ↑  «StackPath: Construction Equipment Article». Machineryline. Consultado el 21 de diciembre de 2022.
6. ↑  Hybrid's fuel-sipping character
7. ↑  «Komatsu PC200-8 Hybrid Service». Komatsu PC200-8 Hybrid Service (en inglés). 08-06-2025.

- Datos: Q115800440